# Bordado inglés

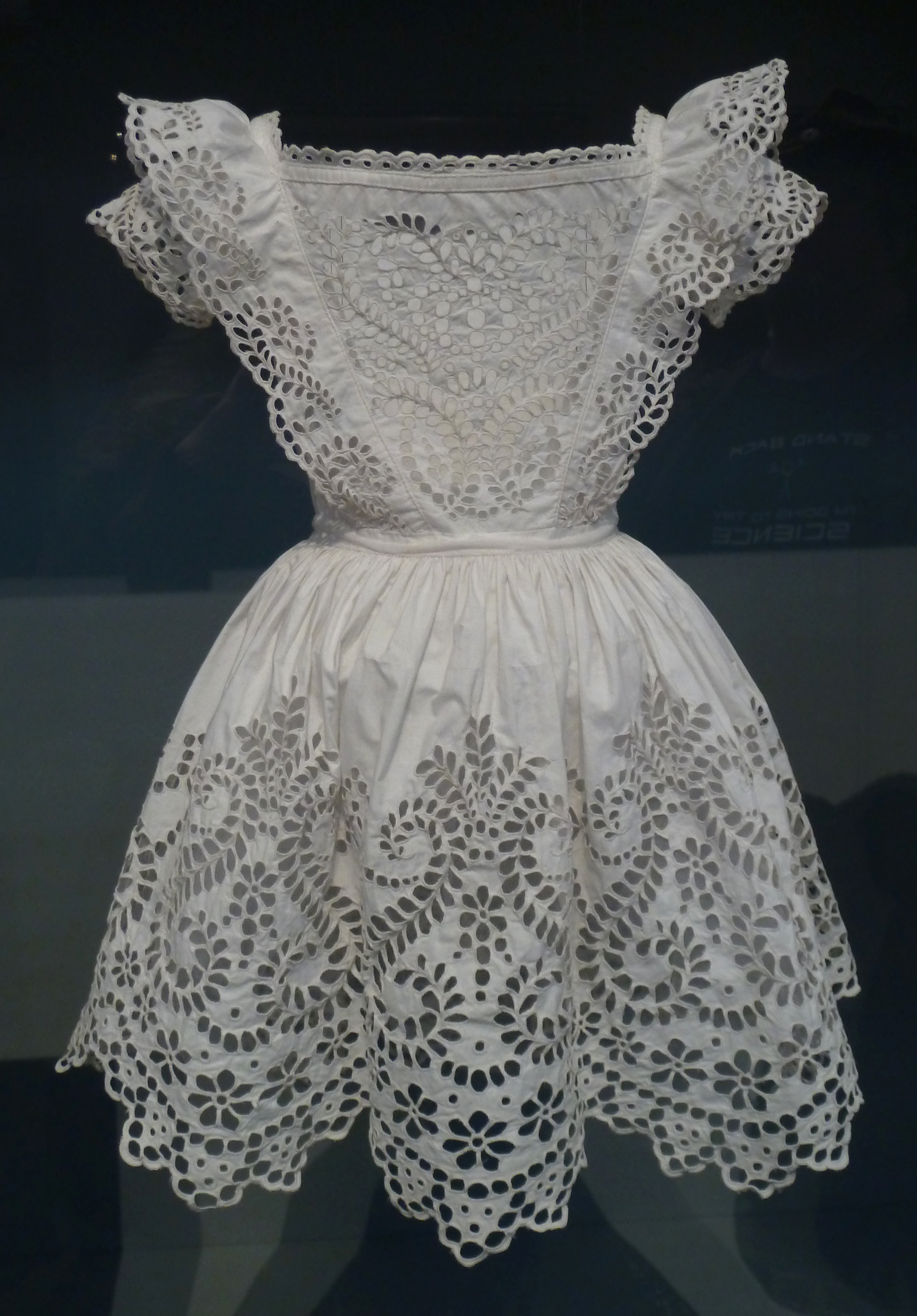
Vestido de niño, algodón tejido liso blanco con broderie anglaise, probablemente inglés, c. 1855, Museo de Arte del Condado de Los Ángeles

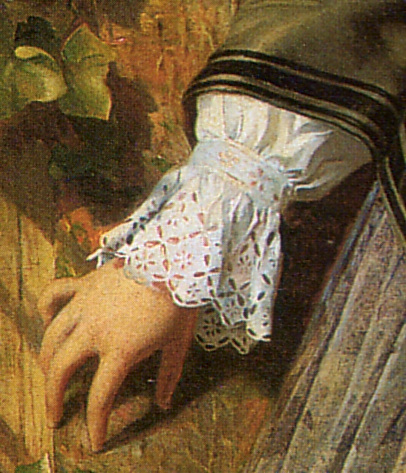
Broderie Anglaise cuff, detalle de Broken Vows por Philip Hermogenes Calderon

El bordado inglés es una técnica de costura en blanco que incorpora características de bordado, calado y encaje de agujas que se asociaron con Inglaterra, debido a su popularidad allí en el siglo XIX. 

## Historia y técnica
El bordado inglés se caracteriza por patrones compuestos de orificios redondos u ovalados, llamados ojales, que se recortan de la tela y luego se atan con puntos cubiertos o con ojales . Los patrones, que a menudo representan flores, hojas, enredaderas o tallos, están delineados con puntos de bordado simples hechos sobre el material circundante. Posteriormente,el bordado inglés también presentó pequeños patrones trabajados en puntadas de satén.
La técnica se originó en Europa oriental del siglo XVI, probablemente en lo que hoy es la República Checa, pero sigue asociada a Inglaterra debido a su popularidad allí durante el siglo XIX. En la era victoriana, el bordado inglés generalmente tenía áreas abiertas en muchos tamaños. Las transferencias se utilizaron primero para diseñar el material. En algunos casos, los agujeros se perforaron con un estilete de bordado antes de terminar el borde; en otros casos, primero se bordó la tela y luego se cortó el orificio con tijeras. A partir de la década de 1870, la máquina suiza de bordado a mano podía copiar los diseños y las técnicas de bordado inglés. Hoy en día, la mayoría de los bordados ingleses son creados por máquinas.
El trabajo de Madeira es una forma popular de bordado inglés asociado con artesanos en la isla de Madeira, un territorio portugués frente a las costas de África.

## Moda y cultura popular
El bordado inglés fue muy popular en Inglaterra entre 1840 y 1880 para la ropa interior femenina y para niños. La década de 1950 vio un resurgimiento en popularidad, cuando se usaba con frecuencia para recortar vestidos y ropa interior. En 1959, Brigitte Bardot vestía un vestido de guinga y bordado inglés para su boda con Jacques Charrier .
En la moda occidental contemporánea, se ha presentado en una amplia variedad de prendas modernas, como pantalones cortos e incluso camisetas. Se ha caracterizado como "encaje, pero ampliado", lo que lo hace más robusto y adecuado para usar durante el día, y menos asociado con el aspecto fino y de encaje de la lencería.